# Gabelästige Hirse
Die Gabelästige Hirse (Panicum dichotomiflorum), auch Gabelästige Rispenhirse, Spät-Rispenhirse oder Spätblühende Rispenhirse genannt ist eine Pflanzenart aus der Rispenhirsen (Panicum) innerhalb der Familie der Süßgräser (Poaceae). Sie stammt aus den Amerikas und ist in Mitteleuropa eingeführt.

## Beschreibung

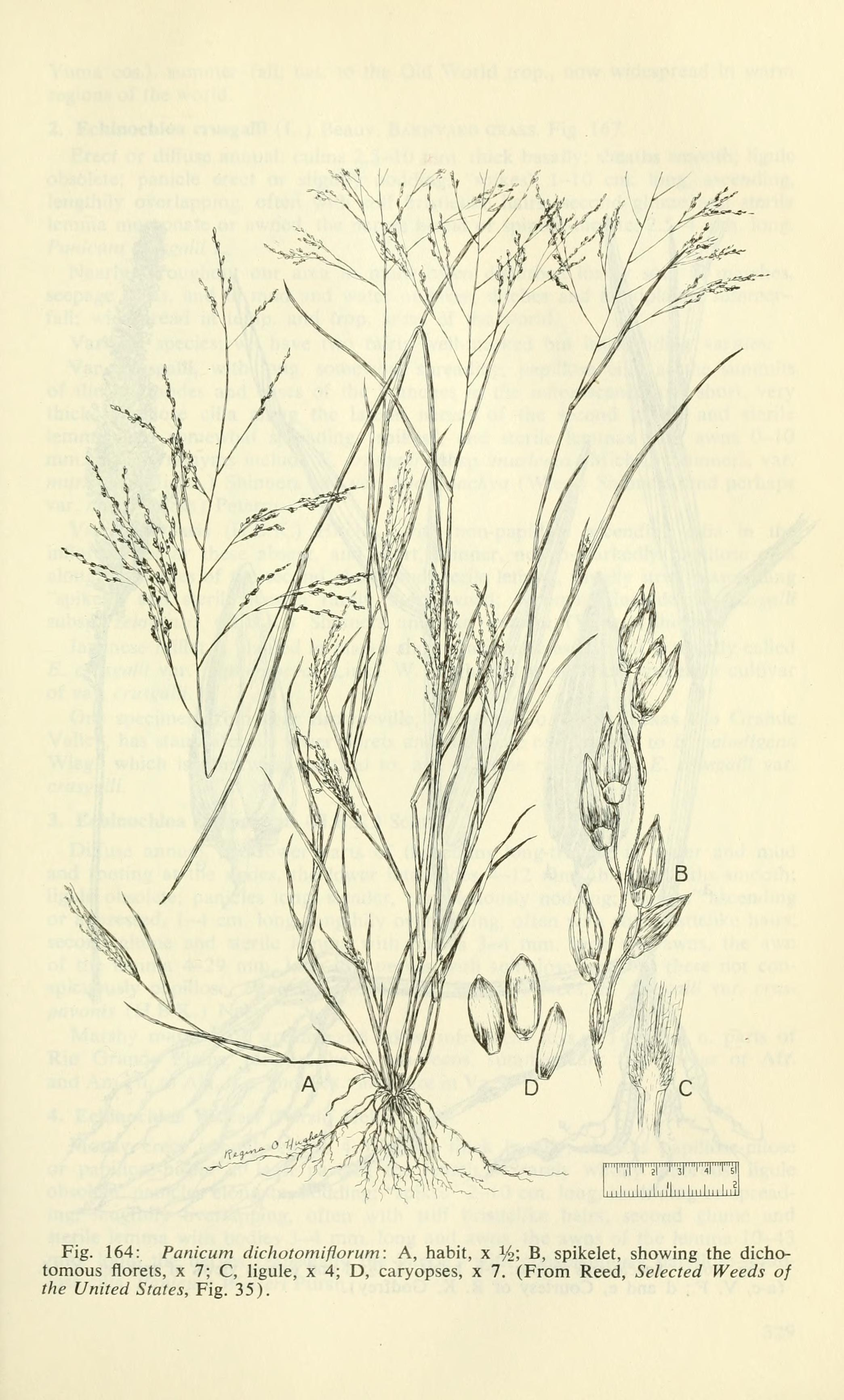
Illustration aus Aquatic and wetland plants of southwestern United States, 1972

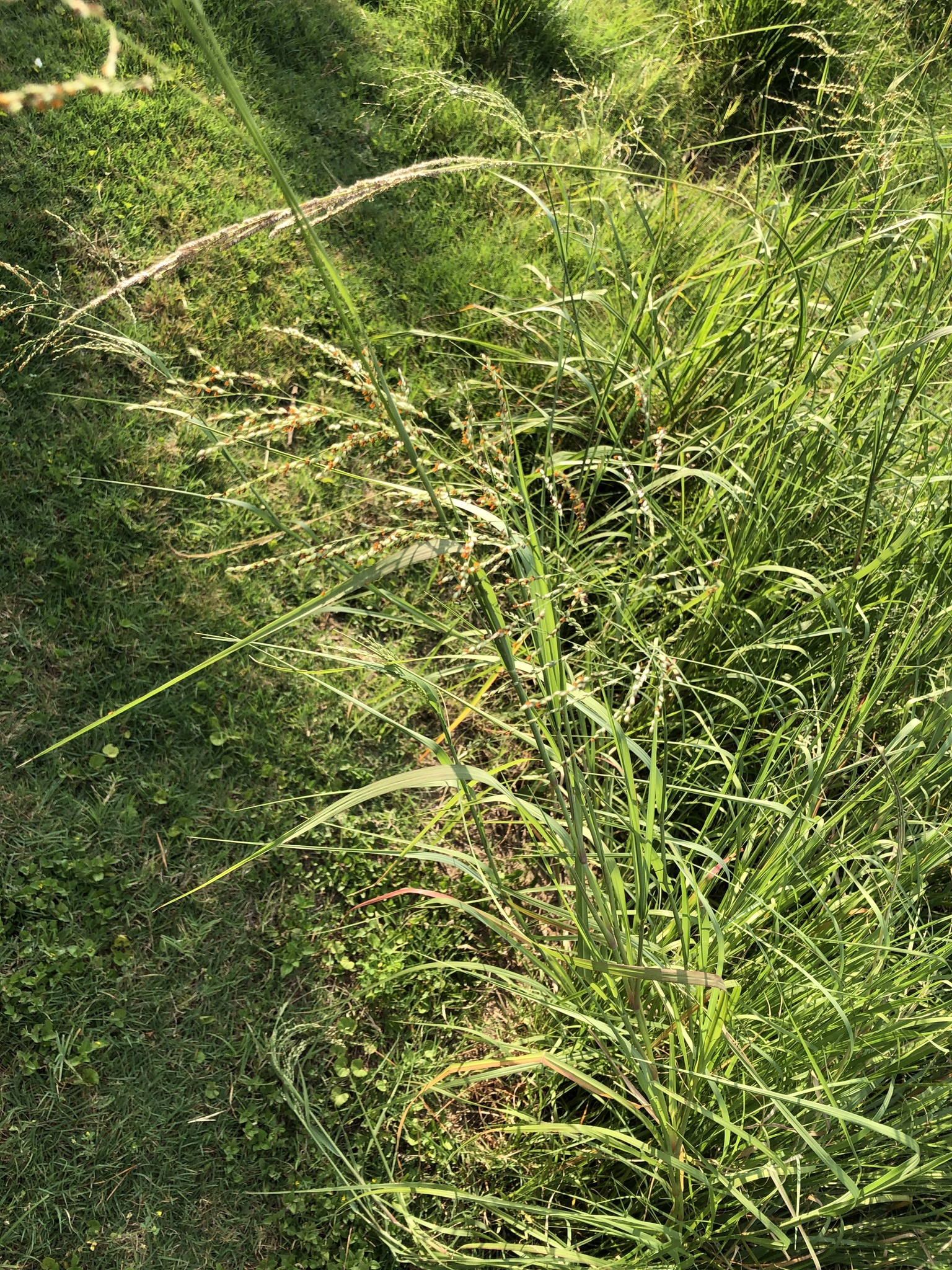
Habitus

### Vegetative Merkmale
Die Gabelästige Hirse ist eine einjährige krautige Pflanze, die Wuchshöhen von 30 bis 100, manchmal bis zu 150 Zentimetern erreicht. Sie wächst in lockeren Büscheln. Die aufrechten oder sind gekniet-aufsteigenden Halme bilden drei bis vier kahle Knoten und sind an den unteren Knoten verzweigt.
Die wechselständig angeordneten Laubblätter sind in Blattscheide und Blattspreite unterteilt. Die Blattscheide ist deutlich gerieft, glatt und kahl oder manchmal an der Öffnung kurz behaart. Das Blatthäutchen (Ligula) ist 1 bis 2 Millimeter lang und dicht bewimpert. Die Blattspreite ist 10 bis 30, manchmal bis 50 Zentimeter lang und 3 bis 10, selten bis 15 Millimeter breit, flach ausgebreitet, meist beidseitig etwas rau und manchmal oberseits zerstreut behaart. Die Mittelrippe ist unscheinbar.

### Generative Merkmale
Die Blütezeit reicht von August bis Oktober. Der rispige Blütenstand ist 10 bis 30 Zentimeter lang, locker und weit ausgebreitet. Der unterste Teil kann noch von der obersten Blattscheide eingehüllt sein. Die Seitenäste sind steif und zur Anthese aufrecht-abstehend. An den Enden der Seitenzweige wachsen meist mehrere anliegende und kurz gestielte Ährchen. Im unteren Drittel der Rispe fehlen sie. Der Ährchenstiel ist 6 Millimeter lang und rau. Die Ährchen sind zweiblütig, 2 bis 2,5, manchmal bis 3 Millimeter lang, elliptisch, zugespitzt und kahl. Sie fallen zur Reifezeit als Ganzes ab. Die untere Hüllspelze ist einnervig, etwa ein Viertel so lang wie das Ährchen, abgerundet, zarthäutig und kahl. Die obere Hüllspelze ist neunnervig, etwa so lang wie das Ährchen, häutig und ebenfalls kahl. Das untere Blütchen ist unfruchtbar. Die Deckspelze des unteren Blütchens ähnelt der oberen Hüllspelze. Die Vorspelze ist so lang wie die Deckspelze, eiförmig und zarthäutig. Die drei Staubbeutel sind 1 bis 1,2 Millimeter lang. Das obere Blütchen ist zwittrig. Die Deckspelze ist 1,6 bis 1,8 Millimeter lang, eiförmig, glänzend, glatt und kahl.
Deck- und Vorspelze verhärten sich zur Reifezeit. Die Früchte sind 1,5 bis 1,7 Millimeter lange Karyopsen.
Die Chromosomengrundzahl beträgt x = 9; es liegt Hexaploidie mit einer Chromosomenzahl von 2n = 54 vor.

## Vorkommen
Das natürliche Verbreitungsgebiet liegt in Süd-, Mittel- und Nordamerika.
Die Gabelästige Hirse wurde in Europa eingeführt und trat früh in Italien und Südfrankreich als Unkraut in Maisfeldern in Erscheinung. In Deutschland gab es schon vor dem Zweiten Weltkrieg vorübergehende Einzelvorkommen. 1970 wurde die Art am Bahnhof von Ungerhausen bei Memmingen festgestellt, 1979 bei Schotten, 1980 in Bamberg und 1982 in Eckental bei Erlangen. Diese Funde weisen auf eine Einführung zusammen mit Saatgut hin, die Art wird jedoch zunehmend in Maisfeldern gefunden, nicht nur in Bayern und Baden-Württemberg, sondern auch in Hessen, Nordrhein-Westfalen, Niedersachsen, Schleswig-Holstein und Sachsen. Die Ausbreitung wird durch den Einsatz von Herbiziden gefördert, da sich die Gabelästige Hirse auf freien Flächen besonders gut ausbreitet. In Österreich gibt es die Gabelästige Hirse seit etwa 1980, man findet sie im Burgenland, in Oberösterreich, in der Steiermark, in Kärnten, in Salzburg, im Norden Tirols und in Vorarlberg in der kollinen bis submontanen Höhenstufe. Sie ist besonders im Vorland südöstlich der Alpen, also in der Grazer Bucht und im Hügelland in Mittel- und Südburgenland häufig, sonst tritt sie zerstreut bis selten auf.
Die Gabelästige Hirse gedeiht in Pflanzengesellschaften des Unterverbands Digitario-Setarienion.
Die ökologischen Zeigerwerte nach Landolt et al. 2010 sind in der Schweiz: Feuchtezahl F = 2+ (frisch), Lichtzahl L = 3 (halbschattig), Reaktionszahl R = 3 (schwach sauer bis neutral), Temperaturzahl T = 4+ (warm-kollin), Nährstoffzahl N = 4 (nährstoffreich), Kontinentalitätszahl K = 2 (subozeanisch).

## Systematik
Die Erstbeschreibung von Panicum dichotomiflorum erfolgte 1803 durch André Michaux in Flora Boreali-Americana, Band 1, S. 48. Die Art Panicum dichotomiflorum gehört zur Gattung Panicum aus der Tribus Paniceae in der Unterfamilie Panicoideae innerhalb der Familie der Poaceae.

## Weiterführende Literatur
- Gerold Hügin: Panicum dichotomiflorum, P. hillmanii, (P. laevifolium), P. miliaceum subsp. agricola, P. miliaceum subsp. ruderale und Setaria faberi in Südwestdeutschland und angrenzenden Gebieten. - Neue Verbreitungskarten zur Flora Baden-Württembergs, Folge 2–6. In: Berichte der Botanischen Arbeitsgemeinschaft Südwestdeutschland, Band 6, 2010, S. 31–68. Volltext-PDF.